# Gaspar da Costa
Gaspar da Costa († 9. November 1749 in Penfui, Westtimor) war ein Anführer der Topasse in Westtimor. Er trug den portugiesischen Titel eines Capitão-Mor. Möglicherweise war sein Vater der Capitão-Mor Domingos da Costa († 1722). Gaspar gehörte zum Clan der Costas, dem neben jenem der Hornay, alle Führer und Liurai (timoresische Kleinkönige) der Topasse entstammen. Erstmals wird von Gaspar 1732 berichtet.

## Hintergrund
Im 18. Jahrhundert wurden die portugiesischen Besitzungen auf Timor durch Timoresen und Topasse bedroht. Während der Cailaco-Rebellion (1719 bis 1751) wurden die Portugiesen immer wieder belagert und angegriffen. Die Topasse, eine europäisch-asiatische Mischbevölkerung, hatten, seitdem sie sich auf Timor niedergelassen hatten, eine Vormachtstellung im Westen der Insel aufgebaut und kontrollierten den Handel mit Sandelholz. Dabei gingen sie wechselnde Bündnisse mit Portugiesen, einheimischen Herrschern und den Niederländern ein.

## Bedeutung Gaspar da Costas

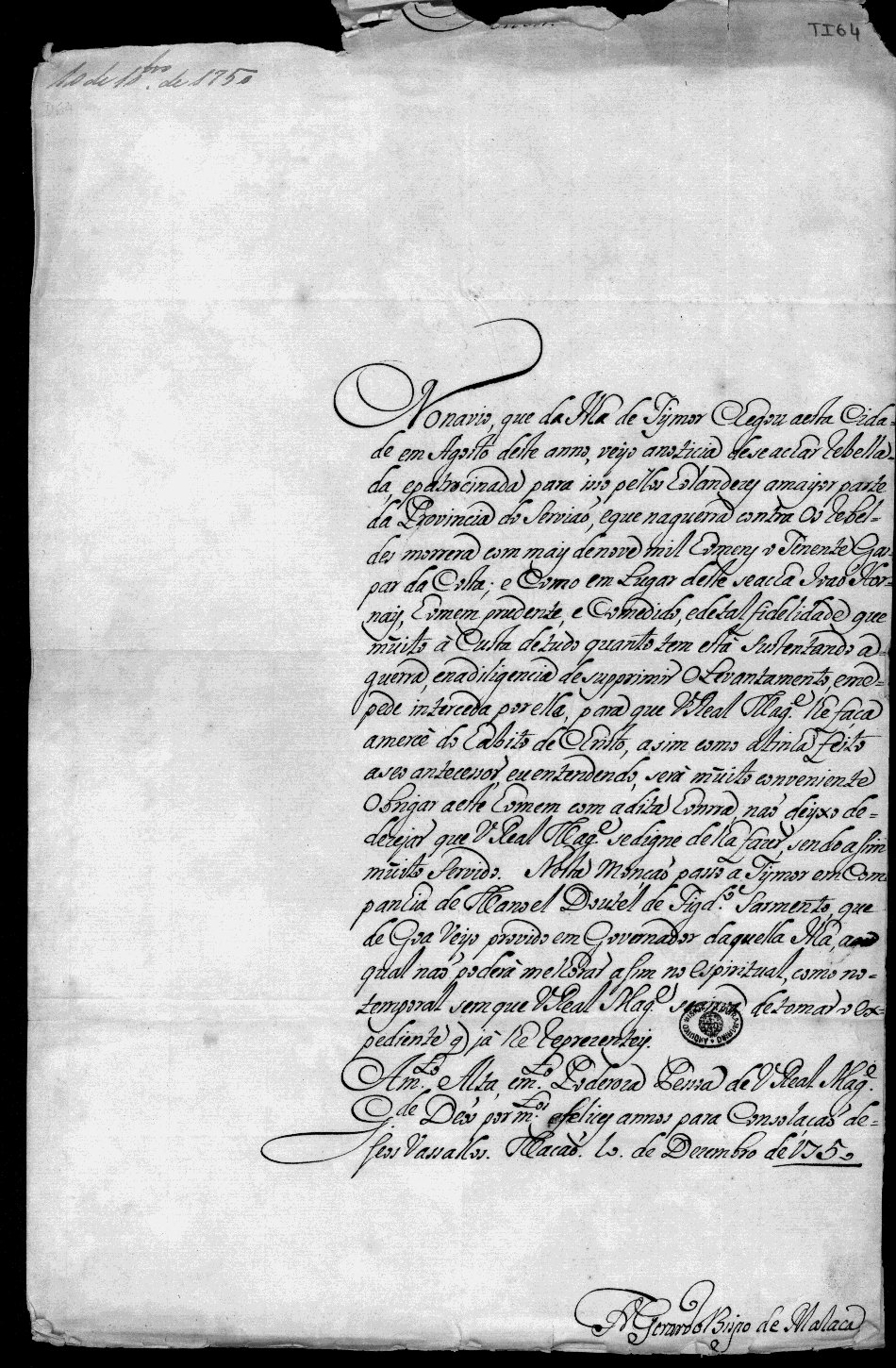
Brief des Bischofs von Malakka, in dem er vom Tod Gaspars berichtet.

Als der portugiesische Gouverneur António Moniz de Macedo 1734 zu seiner zweiten Amtszeit in Lifau eintraf, wurde er überraschend freundlich vom Gaspar da Costa begrüßt. Er residierte zu diesem Zeitpunkt in Animata, einem Ort mit 1800 Hütten, südlich des portugiesischen Lifaus. Nochmals kam es zum Bündnis zwischen Portugiesen und Topasse. Gaspar ermöglichte auch den Bau des ersten Priesterseminars auf Timor in Lifau. Gemeinsam versuchten Portugiesen und Topasse die Niederländer, die ihren timoresischen Hauptstützpunkt in Kupang hatten, von der Insel zu vertreiben. Bereits 1735 und 1745 scheiterte man dabei. 1746 bis 1749 versuchten die Topasse das niederländische Roti in Besitz zu nehmen. 1748 rebellierten schließlich einige einheimische Liurais, die den Topasse tributpflichtig waren. Während der Niederschlagung des Aufstands flohen mehrere Liurais und ihr Gefolge zu den Niederländern nach Kupang. Gaspar da Costa griff Kupang daraufhin am 18. Oktober 1749 mit einer Übermacht an, konnte die Festung aber nicht erobern. Am 9. November kam es zum Gegenangriff der Niederländer und ihrer Verbündeten auf das Lager der Topasse. 40.000 Krieger der Topasse fanden bei der Schlacht von Penfui den Tod, auch Gaspar da Costa, den ein timoresischer Speer durchbohrt haben soll.
Andere Quellen geben an, Gaspar sei erst im April 1751 getötet worden, als die Liurais von Servião sich gegen die Topasse erhoben, doch ein Brief des Bischofs von Malakka vom 10. Dezember 1750 belegt, dass Gaspar früher verstarb.
Die Niederlage bei der Schlacht von Penfui war der Beginn des Zusammenbruchs der Vormachtstellung der Topasse und Portugiesen in Westtimor. Die Niederländer übernahmen die Herrschaft und begründeten damit die noch heute existierende Teilung der Insel.

## Gaspars Sohn
Gaspars Sohn Balthazar-Pascal Celse kam nach historischen Berichten an den Hof von Louis XV. von Frankreich. Balthazar starb 1791 in Frankreich.

## Belege

### Hauptbelege
- History of Timor – Technische Universität Lissabon (PDF-Datei; 805 kB)
- James J. Fox: The Paradox of Powerlessness: Timor in Historical Perspective (Memento vom 6. Juli 2007 im Internet Archive) (PDF; 70 kB), 9. Dezember 1996, Department of Anthropology, Research School of Pacific and Asian Studies, The Australian National University